# Efterreformatorisk tid
Efterreformatorisk tid är en historisk periodindelning som inleds 1517 med reformationen, alltså då de protestantiska kyrkorna bryter sig loss från den katolska kyrkan. Perioden följer på medeltiden och efterföljs av nyare tid. Numera talar man i regel om den tidigmoderna tiden.